# Kaplony Péter
Kaplony Péter (Budapest, 1933. június 15. – Zürich, 2011. február 11.) magyar származású svájci egyiptológus, ókortörténész, a Zürichi Egyetem Keleti Intézetének professor emeritusa. Főleg az ókori Egyiptom korai időszakaival foglalkozik, a predinasztikus és korai királyságok régészetével és kutatásával. Rendszeresen jelentet meg tanulmányokat a svájci és német szaklapokban, régészeti kiadványokban.

## Élete
Édesapja hivatásos katonatiszt volt a második világháborúban. Kaplony Péter 1958-ban kapta meg a svájci állampolgárságot, amikor már ókori történelmi, egyiptológiai és arabisztikai tanulmányait folytatta. 1959-ben doktorált. 1970-től 2000-ig – nyugdíjazásáig – a Zürichi Egyetem tanára volt. Német nyelven publikált, így a magyar könyvtárakba is németül kerültek be ókortudományi tanulmányai.

## Kötetei (válogatás)
- Die Inschriften der ägyptischen Frühzeit / Peter Kaplony. Wiesbaden : Harrassowitz, 1963. 3 db (XXIX, 1232 p., 77 t.)
- Kleine Beiträge zu den Inschriften der ägyptischen Frühzeit / Péter Kaplony. Wiesbaden : Harrassowitz, 1966. VIII, 281 p., 14 t.
- Steingefässe mit Inschriften der Frühzeit und des Alten Reichs / Péter Kaplony. Bruxelles : Fondation Egyptologique Reine Elisabeth, 1968. 77 p., 34 t.
- Beschriftete Kleinfunde in der Sammlung Georges Michailidis : Ergebnisse einer Bestandsaufnahme im Sommer 1968 / Péter Kaplony. Istanbul : Nederlands Hist.-Archeol. Inst., 1973. 33 p., 26 t.
- Studien zum Grab des Methethi / Péter Kaplony. Bern : Abegg-Stiftung, 1976. 113 p. ill.[1]

## Fordítás
- Ez a szócikk részben vagy egészben  a   Peter Kaplony című német Wikipédia-szócikk ezen változatának fordításán alapul.  Az eredeti cikk szerkesztőit annak laptörténete sorolja fel. Ez a jelzés csupán a megfogalmazás eredetét és a szerzői jogokat jelzi, nem szolgál a cikkben szereplő információk forrásmegjelöléseként.